# 사회당 (벨기에)

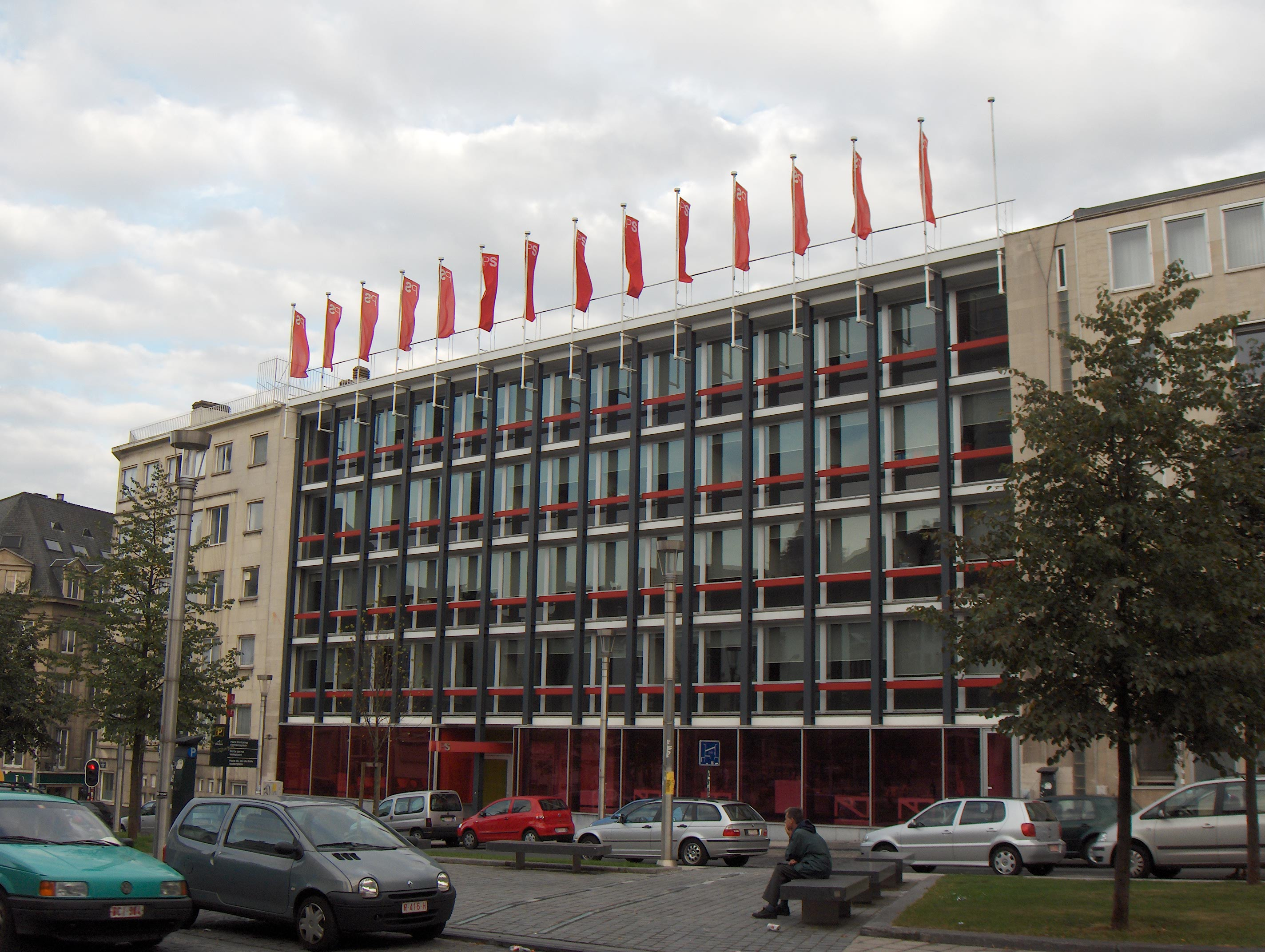
사회당의 중앙 당사

사회당(프랑스어: Parti Socialiste 파르티 소시알리스트[*])은 프랑스어 사용지역인 왈롱 기반의 사회민주당이다. 사회당은 창당 당시부터 연립정부의 구성원이었으며, 독일어 사용지역인 오이펜에도 지부를 두고 있다.

## 역사
1978년 벨기에 사회당이 내분으로 해체된 이후 벨기에 사회당의 왈롱 지부가 사회당을 창당하였다. 왈롱 지부는 친유럽주의적이고 친군주주의적인 입장을 취했다. 1980년 이후 사회당은 연립정부의 구성원으로 참여했고, 의회에서 정치적 영향력을 행사했다.
그러나 1990년대 무렵부터 대부분의 당원들이 살인 성범죄, 공금 횡령 같은 강력 범죄에 연루되면서 비판을 받았고, 정치적 영향력이 쇠퇴했다.

## 이념
사회당은 사회민주주의와 현대적 선거 제도를 옹호한다. 역사적으로 사회당은 스스로를 연방주의 정당이자, 생태사회주의 정당으로 규정했다.